# ماليزيا في الألعاب الأولمبية
ماليزيا في الألعاب الأولمبية يقوم المجلس الأولمبي الماليزي بالإشراف في شؤون مشاركة ماليزيا في الألعاب الأولمبية، شاركت ماليزيا أول مرة في الألعاب الأولمبية في دورة 1956 في ملبورن في أستراليا تحت اسم إتحاد ملايا، فازت ماليزيا حتى الآن في مشوارها في الألعاب الأولمبية الصيفية بمجموع 6 ميداليات في الألعاب الأولمبية الصيفية 3 فضية و3 برونزية ولم تفز بأي ميدالية ذهبية حتى الآن، وأكثر الرياضات التي تنافس فيها ماليزيا هي تنس الريشة و تنس الطاوله و الغطس.